# Dionisio Marcilla
Dionisio Marcilla, fue un militar español natural de Andalucía, combatió contra la invasión francesa y posteriormente pasó al Perú para luchar contra los insurgentes, sirvió también durante la primera guerra carlista alcanzando al final de su carrera militar el grado de mariscal de campo.

## Biografía
Dionisio Marcilla terminó la guerra contra el francés como oficial condecorado, el 10 de mayo de 1816 se embarcó para América como teniente del escuadrón Cazadores del Rey, que mandaba el entonces capitán Valentín Ferraz, pasó al Alto Perú y en 1817 hizo las campañas de Jujuy y Salta, distinguiéndose en los combates contra los gauchos de Guemes y ascendiendo por ello a capitán. Durante la invasión de San Martín al Perú fue ascendido a teniente coronel y asignado como comandante de escuadrón al regimiento Dragones del Perú del que llegaría a ser primer jefe. En 1821 hizo la campaña de Gerónimo Valdés a la Sierra, encontrándose en el combate de Ataura en el cual fue herido, al año siguiente participó de la campaña de Ica donde el 8 de abril sorprendió al escuadrón independentista Lanceros del Perú al que cargó con sus dragones y destruyó completamente; junto a su unidad formó parte del ejército del Norte al mando del general José de Canterac el cual se encontraba acantonado en el valle de Jauja, en 1824 combatió en la batalla de Junín comandando la carga en la derecha realista, finalmente concurrió a la decisiva batalla de Ayacucho siendo tomado prisionero tras la derrota. De regreso a España fue ascendido a coronel y nombrado jefe de la décima Comandancia de Carabineros de Costas y Fronteras, en 1833 fue nombrado comandante de la plaza de Badajoz y durante la primera guerra carlista sirvió como comandante de brigada en la caballería del ejército de José Ramón Rodil. En 1843 se desempeñaba como gobernador militar de la plaza de Santoña. Durante sus años de servicio fue condecorado con las cruces de San Fernando y San Hermenigildo; contrajo matrimonio con la dama Gaspara Segura y Rico y ya como mariscal de campo falleció hacia 1855.